# راسشوآ
راسشوآ (انگلیسی: Rasshua) یک جزیره آتشفشانی در جزایر کوریل کشور روسیه است.